# Mochel
Mochel – jezioro w woj. kujawsko-pomorskim, w powiecie sępoleńskim, w gminie Kamień Krajeński, leżące na terenie Pojezierza Północnokrajeńskiego.

## Charakterystyka
Głównym dopływem jeziora jest Kamionka – prawoboczny dopływ Brdy. Rzeka przepływa przez jego południową część. W części północnej jezioro jest także zasilane przez dużą ilość źródlisk. Nad jeziorem leży miejscowość Kamień Krajeński. Nad jeziorem funkcjonuje kąpielisko.
Warunki naturalne jeziora wskazują na słabą odporność na wpływy degradacyjne. Duża dostępność biogenów stwarza doskonałe warunki do masowego rozwoju fitoplanktonu, co powoduje wyraźne zabarwienie wody ograniczające przezroczystość.

## Ichtiofauna
W akwenie tym dominuje leszcz, płoć, lin, krąp, wzdręga, sandacz a wśród gatunków drapieżnych – szczupak, okoń, węgorz.
Akwen otaczają wzniesienia porośnięte lasem mieszanym, najwyższe od strony północno-wschodniej, gdzie deniwelacja terenu dochodzi do 60 m.

## Strefa litoralu
Platforma przybrzeżna jest wąska i stromo opada do izobaty 10 m, aby następnie łagodnie przejść w dno stosunkowo urozmaiconej misy jeziornej.Roślinność wodna rozwija się obficie. W strefie naddennej notuje się stałe lub okresowe deficyty tlenowe.

## Dane morfometryczne
Powierzchnia zwierciadła wody według różnych źródeł wynosi od 150,0 ha przez 172,0 ha do 172,2 ha.
Zwierciadło wody położone jest na wysokości 113,6 m n.p.m. lub 114,2 m n.p.m. Średnia głębokość jeziora wynosi 6,9 m, natomiast głębokość maksymalna 12,8 m.
Na podstawie badań przeprowadzonych w 2000 roku wody jeziora zaliczono do III klasy czystości i III kategorii podatności na degradację.
W roku 1988 wody jeziora również zaliczono do wód III klasy czystości.